# Joseph de Potesta
Joseph Marie Louis de Potesta (Luik, 23 juni 1773 - Les Waleffes, 15 april 1851) was een Belgisch senator.

## Biografie
Jonkheer Joseph de Potesta was een zoon van baron Jean de Potesta (1740-1824) en Thérèse de Flaveau de Henry de la Raudière (1737-1822). Zijn vader verkreeg in 1816 opname in de Nederlandse adel en in 1822 de baronstitel, overdraagbaar bij eerstgeboorte. 
Onder het Franse keizerrijk was hij luitenant-kolonel, verbonden aan de staf in Barcelona (1804-1806).
In 1815 werd hij burgemeester van Les Waleffes en bekleedde dit ambt tot aan zijn dood.
Joseph trouwde in 1824 met Marie-Justine de Marches (1800-1864) en het echtpaar bleef kinderloos.
In 1832 werd hij liberaal senator voor het arrondissement Luik, in opvolging van Charles Alexandre de Liedekerke Beaufort, die amper enkele maanden op post bleef. De Potesta bleef 19 jaar het mandaat vervullen, tot in 1851.